# Dextrina

Dextrina

Les dextrines són un grup de carbohidrats de baix pes molecular produïts per la hidròlisi del midó. Les dextrines són mescles de polímers de D-glucosa de α-(1,4)-linked lineals que comencen amb un enllaç α-(1,6). Perquè l'amilopectina bifurcada i glicogen també contenen enllaços α-(1,6), que α-amilasa no pot hidrolitzar en humans, el digerir resultant d'aquesta acció conté una mescla de dextrines. Tenen la mateixa fórmula general que els carbohidrats, però són de llargada de cadena més curta. La producció industrial és, en general, realitzada per la hidròlisi acídica de  midó de patata. Les dextrines són solubles en aigua, sòlids blancs a una mica grocs que són òpticament actius. Sota anàlisi, les dextrines es poden detectar amb solució de iode, donant una coloració vermella.
Les dextrines cícliques es coneixen com a ciclodextrines. Són formats per la degradació enzimàtica de midó per certs bacteris, per exemple, Bacillus macerans. Les ciclodextrines tenen estructures toroidal formades per 6-8 residus de glucosa.

## Usos
Les dextrines troben ús estès en indústria, a causa de la seva no-toxicitat i el seu preu baix. S'utilitzen com coles solubles d'aigua, com agents que s'espesseixen en el processament alimentari, i com a agent obligatori en farmacèutica. En pirotècnia s'afegeixen a fórmules de focs d'artifici, permetent-los solidificar-se com pilotetes o "estrelles." Les ciclodextrines troben un ús addicional en química analítica com a matriu per a la separació de substàncies hidròfobes, i com excipients en formulacions farmacèutiques. No totes les formes de dextrina són digeribles, i dextrina indigerible s'utilitza a vegades en suplements de fibra.
La maltodextrina és un polisacàrid que s'utilitza com a additiu alimentari. Es produeix a partir del midó i es troba normalment com a pólvores higroscòpiques d'un color blanc cremós. La maltodextrina és fàcilment digerible, sent absorbida tan ràpidament com la glucosa, i pot ser moderadament dolça o amb a penes cap sabor. El nombre de registre CAS de maltodextrina és 9050-36-6.

## Obtenció
La maltodextrina es pot obtenir de qualsevol midó. Als EUA, aquest midó prové normalment de l'arròs, blat de moro o patata; en qualsevol altre lloc, com a Europa, prové comunament del blat. Això és important per a celíacs, ja que la maltodextrina obtinguda de blat pot contenir traces de gluten. Hi ha hagut informes recents de reacció celíaca a la maltodextrina als Estats Units. Això podria ser una conseqüència del canvi de blat de moro a producció d'etanol i la seva substitució amb blat en la formulació., que poden ser un senyal dels seus informes de recepció d'això.
Els menjars que contenen maltodextrina poden contenir traces d'aminoàcids, incloent-hi àcid glutàmic com a subproducte de fabricació. Les traces d'aminoàcid serien massa petites per tenir qualsevol importància dietètica. La maltodextrina pot contenir glutamat monosòdic o crear MSG durant el seu refinament.